# كين هنري
كين هنري (بالإنجليزية: Ken Henry)‏ هو متزلج سريع أمريكي، ولد في 7 يناير 1929 في شيكاغو في الولايات المتحدة، وتوفي في 1 مارس 2009 في ليك بلوف في الولايات المتحدة.

## وصلات خارجية
- كين هنري على موقع SpeedSkatingBase.eu (الإنجليزية)
- كين هنري على موقع SpeedSkatingNews.info (الإنجليزية)
- كين هنري على موقع SpeedSkatingStats.com (الإنجليزية)
- كين هنري على موقع اللجنة الأولمبية الدولية (الإنجليزية)
- كين هنري على موقع أوليمبيديا (الإنجليزية)